# Canon EF 24-105mm
Canon EF 24-105 мм f/4.0L IS USM — профессиональный стандартный вариообъектив (зум-объектив) семейства Canon EF, предназначенный для использования с зеркальными фотоаппаратами Canon EOS. Объектив выпущен компанией Canon в октябре 2005 года и дополняет линейку профессиональных объективов с постоянной диафрагмой 17-40 мм f/4L USM и 70-200 мм f/4L USM.
Объектив оснащён стабилизатором изображения (IS), позволяющим значительно снизить размытость изображения, вызванную сотрясением рук, и увеличить время выдержки на три ступени, без ухудшения качества изображения. В объективе применён кольцевой ультразвуковой мотор для быстрой и практически бесшумной автофокусировки. В конструкции объектива применена защита от проникновения влаги и пыли, позволяющая использовать объектив в сложных погодных условиях. На корпусе объектива имеются два удобных фокусировочных кольца для изменения фокусного расстояния и ручной наводки на резкость. Он располагает диапазоном фокусных расстояний от широкоугольного до умеренного теле.
При использовании c цифровыми однообъективными зеркальными фотоаппаратами с матрицей формата APS-C (кроп-фактор 1,6) эквивалентное фокусное расстояние объектива составляет от 38 до 168 мм.
Часто объектив поставляется как кит для фотоаппарата Canon EOS 5D Mark II.

## Характеристики

Оптическая схема объектива

- Объектив защищён от пыли и влаги (при этом не является водонепроницаемым).
- В объективе используется 8-лепестковая диафрагма, которая сохраняет приближенную к кругу форму в диапазоне от f/4 до f/8.
- Объектив имеет возможность установки фильтров диаметром 77 мм.
- Объектив комплектуется блендой EW-83H и мягким чехлом LP1219.

## Внешние источники
- Описание объектива на русском сайте Canon

Обзоры и тесты:
- lenstip.com
- www.the-digital-picture.com
- dpreview.com